# USS Detroit (LCS-7)
La USS Detroit è una nave Classe Freedom, costruite da Marinette Marine.È la sesta nave a prendere il nome dalla città di Detroit, nel Michigan.

## Costruzione
Nel 2002, la Marina degli Stati Uniti ha avviato un programma per sviluppare la prima di una flotta di navi da combattimento costiere. La Marina inizialmente ordinò due navi monoscafo dalla Lockheed Martin, che divenne nota come le navi da combattimento litoranee di classe Freedom dopo la consegna della prima nave della classe: la USS Freedom. Le navi da combattimento costiere della US Navy con numero dispari sono costruite utilizzando il design del monoscafo di classe Freedom, mentre le navi con numero pari si basano su un design concorrente, la nave da combattimento litoranea di classe Independence con scafo trimarano di General Dynamics. L'ordine iniziale delle navi da combattimento costiere prevedeva un totale di quattro navi, di cui due della classe Freedom. 
La USS Detroit include ulteriori miglioramenti della stabilità rispetto al design Freedom originale; lo specchio di poppa è stato allungato per collocare serbatoi di galleggiamento che aumentano il servizio di peso e migliorano la stabilità. La nave sarà inoltre dotata di sensori automatizzati per consentire la "manutenzione basata sulle condizioni" e ridurre il lavoro dell'equipaggio riscontrato con l'impiego della USS Freedom durante il suo primo schieramento.
All'inizio di novembre 2012  è avvenuta la cerimonia per l'impostazione della chiglia  presso i cantieri Marinette Marine a Marinette, nel Wisconsin. La nave è stata varata il 18 ottobre 2014. La US Navy ha acquisito 
la USS Detroit il 12 agosto 2016; la nave è stata messa in servizio il 22 ottobre 2016. È assegnata al Littoral Combat Ship Squadron Two. La nave è sponsorizzata dalla signora Barbara Levin (moglie del senatore Carl Levin).
Il 30 dicembre 2016, la USS Detroit ha partecipato a una cerimonia di spostamento dell'homeport che si è svolta presso la Naval Station Mayport. La nave doveva essere assegnato alla base navale di San Diego, ma è stata riassegnata durante il viaggio .
Il 13 gennaio 2017, la USS Detroit ha completato i test del ponte di volo per ottenere la certificazione per le future operazioni aeree. Gli atterraggi e il VERTREP sono stati condotti dalle "volpi delle paludi di fama mondiale" dell'HSM-74. L'8 marzo 2017, la nave ha lanciato un missile Hellfire AGM-114 a lancio verticale, il primo lancio di questo tipo da una nave da combattimento litoranea. Il sistema Hellfire ha lo scopo di ingaggiare piccole navi e colpire obiettivi a terra.

## Impiego operativo

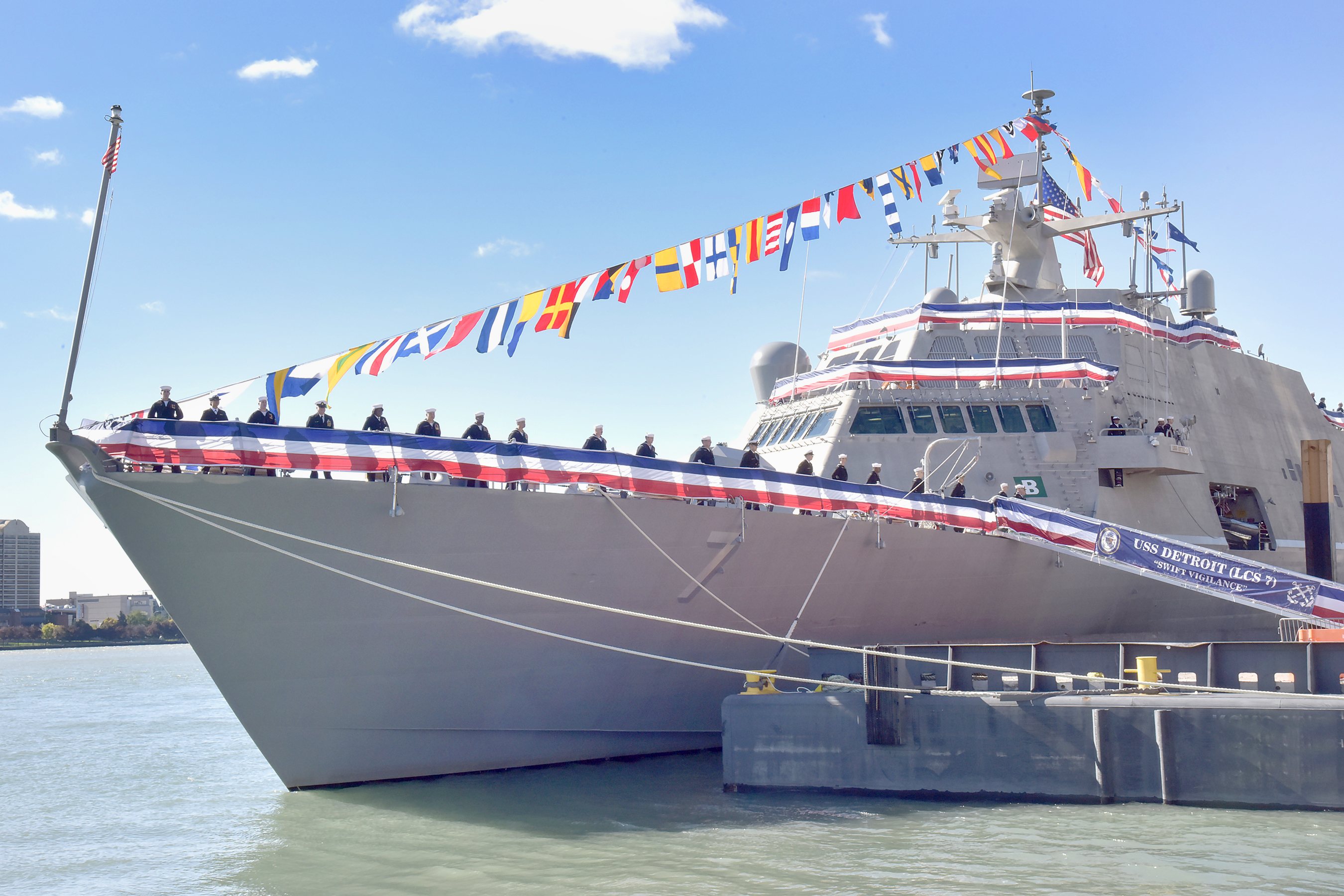
Cerimonia di consegna della USS Detroit all'U.S. Navy il 22 ottobre 2016

Nel gennaio 2020, la nave ha operato per la raccolta di informazioni e libertà di navigazione nel Mar dei Caraibi.
La USS Detroit, la quarta nave della classe Freedom, doveva essere messa in disarmo nell'esercizio 2022 e entrare a far parte dell'elenco Out of Commission in Reserve (OCIR), insieme ad altre tre navi della classe: la USS Freedom, la USS Fort Worth e la USS Little Rock. Tuttavia, nel bilancio definitivo del 2022, il Congresso ha bloccato la richiesta della Marina di ritirare le tre navi.